# Franz Leuser

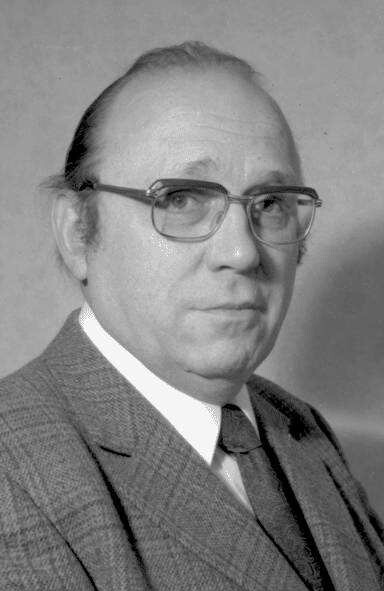
Franz Leuser (1971)

Franz Leuser (* 12. Februar 1913 in Heidelberg; † 31. März 2005) war ein deutscher Politiker der CDU. Er war von 1964 bis 1976 für den Wahlkreis Donaueschingen Mitglied des Landtags von Baden-Württemberg.

## Politische Tätigkeit
Leuser beantragte am 29. Mai 1937 die Aufnahme in die NSDAP und wurde rückwirkend zum 1. Mai desselben Jahres aufgenommen (Mitgliedsnummer 4.272.813). Seit den 1950er Jahren war er wieder politisch aktiv. Zunächst war er für die CDU Stadtrat in Donaueschingen. Von 1951 bis 1972 war er Kreisvorsitzender. 1963 wurde er erstmals für den Landtag nominiert. Bei dieser Wahl sollten erstmals die Mitglieder des Kreisverbands abstimmen und nicht nur Delegierte. Leuser gewann die Wahl, die jedoch vom bisherigen Amtsinhaber angefochten wurde. Die Wahl musste wiederholt werden. Bei den Landtagswahlen 1964, 1968 und 1972 zog er jeweils als Abgeordneter in den Landtag von Baden-Württemberg ein, dem er bis 1976 angehörte. In allen drei Wahlperioden gewann er das Direktmandat im Wahlkreis 48 (Donaueschingen).